# Záchlumí (Ústí nad Orlicí-i járás)
Záchlumí település Csehországban, az Ústí nad Orlicí-i járásban. Záchlumí Potštejn, Vamberk, Slatina nad Zdobnicí, Rybná nad Zdobnicí, Helvíkovice, Dlouhoňovice, Sopotnice és Česká Rybná településekkel határos. Lakosainak száma 766 fő (2024. január 1.).

## Népesség
A település lakosságának változását az alábbi diagram mutatja:
| Lakosok száma | 952  | 1100 | 1008 | 795  | 715  | 736  | 762  | 766  | 744  | 766  |
|               | 1869 | 1890 | 1921 | 1950 | 1980 | 2001 | 2017 | 2019 | 2022 | 2024 |